# Chaval
Chaval là một đô thị thuộc bang Ceará, Brasil. Đô thị này có diện tích 238,228 km², dân số năm 2007 là 12166 người, mật độ 51,07 người/km².